# Silésie autrichienne
Pour les articles homonymes, voir Silésie (homonymie).
1742–1919
Entités précédentes :
- Duché de Silésie

Entités suivantes :
- République tchécoslovaque
- République de Pologne

La Silésie autrichienne (en allemand : Österreichisch-Schlesien ; en tchèque : Rakouské Slezsko ; en polonais : Śląsk Austriacki), désignation officielle : duché de Haute- et de Basse-Silésie (en allemand : Herzogtum Ober-und Niederschlesien), était l'un des pays autonomes de la couronne de Bohême au sein de la monarchie de Habsbourg ; la partie de la Silésie qui est retenue lors des pertes de territoire à la suite de la première guerre de Silésie en 1742, opposant l'archiduchesse Marie-Thérèse d'Autriche, reine régnante de Hongrie et de Bohême, et le roi Frédéric II de Prusse. À partir de 1804, elle faisait partie de l'empire d'Autriche, et elle constitua l'un des royaumes et pays représentés à la Diète d'Empire (la Cisleithanie) au sein de la couronne de l'empire d'Autriche-Hongrie dès le Compromis de 1867.
Après la Première Guerre mondiale, la majeure partie de la Silésie autrichienne est attribuée à la République tchecoslovaque. Une petite part du territoire passa à la Pologne.

## Géographie
Ce territoire est composé des régions de Haute-Silésie conservées par les Habsbourg à l'issue de la guerre de Succession d'Autriche. 
La Silésie autrichienne correspond en grande partie à l'actuelle Silésie tchèque.
La Silésie autrichienne comprend deux territoires séparés par une bande de terre de la Moravie :
- le territoire d'Ostrava s'étend entre les cours d'eau l'Ostravice et l'Oder. La principale ville est Cieszyn (en allemand : Teschen). Le massif montagneux des Carpates délimitant la partie occidentale de la Silésie autrichienne. Le sud avait une frontière commune avec le royaume de Hongrie (actuelle Slovaquie), le long des cours d'eau l'Olza et la Vistule. Enfin vers l'est aux limites de la ville de Bielsko-Biała et la frontière de la république des Deux Nations (Pologne-Lituanie) puis du royaume de Galicie et de Lodomérie ;
- l'autre territoire se situant à l'ouest du fleuve Oder, autour de la ville d'Opava et s'étendant jusqu'au massif montagneux de Hrubý Jeseník à l'est du pays des Sudètes.

## Histoire
Les guerres de Silésie (entre 1740 et 1763) finirent par diviser ce territoire, notamment durant la guerre de Succession d'Autriche, puis la guerre de Sept Ans, qui opposa principalement le royaume de France au royaume de Grande-Bretagne d'une part, l'archiduché d'Autriche au royaume de Prusse d'autre part. En 1742, avec la victoire prussienne lors de la bataille de Chotusitz, le traité de Breslau divisa la Silésie. Le royaume de Prusse reçut la majorité des territoires silésiens.
En 1804, l'empereur François Ier d'Autriche fonda l'empire d'Autriche et prit le titre de « duc de Haute et Basse Silésie ». 
En 1867, les duchés de Haute et Basse Silésie sont dévolus à la Cisleithanie.
Le 7 octobre 1917, à Kreuznach, Erich Ludendorff affirme souhaiter rompre avec un demi-siècle de politique allemande à l'égard de l'Autriche-Hongrie, : lors de cette conférence gouvernementale allemande, il demande l'ouverture de négociations avec Ottokar Czernin, alors ministre austro-hongrois des affaires étrangères, en vue de la cession des deux duchés à la Prusse. Selon le Dioscure, cette annexion permettrait au Reich d'avoir une frontière commune avec la Hongrie, et de renforcer l'influence allemande sur la Bulgarie et l'empire ottoman.
En 1918, La majeure partie de la Silésie autrichienne fut alors attribuée à la Tchécoslovaquie en vertu des dispositions du traité de Saint-Germain, à l'exception d'une moitié de l'ancien Duché de Teschen, la Silésie de Cieszyn, qui fut intégrée à la voïvodie de Silésie jusqu'en 1939.

## Territoire

Territoires de la Silésie autrichienne.

La Silésie autrichienne comprenait :
- Le cercle de Teschen (en allemand : Teschener Kreis) ;
- Le cercle de Troppau (en allemand : Troppauer Kreis).

Le cercle de Teschen comprenait :
- La principauté de Teschen (allemand : Fürstentum Teschen ; tchèque : Těšínské knížectví), correspondant à l'ancien duché de Teschen (en allemand : Herzogtum Teschen ; en tchèque : Těšínské vévodství ; en polonais : Księstwo Cieszyńskie ; en latin : Ducatus Tessinensis) ;
- La principauté de Bielitz (en allemand : Fürstentum Bielitz ; tchèque : Bílské knížectví), correspondant à l'ancien duché de Bielitz (en allemand : Herzogtum Bielitz ; en tchèque : Bílské knížectví ; en polonais : Księstwo Bielskie ; en latin : Ducatus Bilicensis) ;
- La seigneurie de Dombrau (en allemand : Minderherrschaft Dombrau) ;
- La seigneurie de Freystadt (en allemand : Minderherrschaft Freystadt) ;
- La seigneurie de Freideck ;
- La seigneurie de Deutsch Leuthen (en allemand : Minderherrschaft Deutsch Leuthen) ;
- La seigneurie d'Orlau (en allemand : Minderherrschaft Orlau) ;
- La seigneurie de Reichwalde (en allemand : Minderherrschaft Reichwalde) ;
- La seigneurie de Roy (en allemand : Minderherrschaft Roy) ;
- La seigneurie d'Oderberg (en allemand : Minderherrschaft Oderberg).

Le cercle de Troppau comprenait :
- La principauté de Troppau (en allemand : Fürstentum Troppau ; en tchèque : Opavské knížectví), correspondant à l'ancien duché de Troppau (en allemand : Herzogtum Troppau ; en tchèque : Opavské vévodství ; en polonais : Księstwo Opawskie) ;
- La principauté de Jägerdorf (en allemand : Fürstentum Jägerdorf ; en tchèque : Krnovské knížectví), correspondant à l'ancien duché de Jägerndorf (en allemand : Herzogtum Jägerndorf ; en tchèque : Krnovské vévodství ; en polonais : Księstwo Karniowskie ; en latin :  Ducatus Carnovia) ;
- La principauté de Neisse (en allemand : Fürstentum Neisse ; en tchèque : Niské knížectví) ;
- La seigneurie de Freudenthal (en allemand : Minderherrschaft Freudenthal) ;
- La seigneurie d'Olberdorf (en allemand : Minderherrschaft Olberdorf) ;
- La seigneurie de Hennersdorf.

### Enclaves moraves
| 1. Füllstein (aujourd'hui, Bohušov), avec Grundek (Dolní Povelice), Karlsdorf (Karlov), Kaschnitzberg (Kašnice) et Schärfenberg (Ostrá Hora) ; 2. Maidelberg (aujourd'hui, Dívčí Hrad), avec Zottig (Sádek) et Seitendorf (Životice) ; 3. Glemkau (aujourd'hui, Hlinka) ; 4. Johannesthal (aujourd'hui, Janov u Krnova) ; 5. Hennersdorf (aujourd'hui, Jindřichov) ; 6. Liebenthal (aujourd'hui, Liptaň), avec Butschafka (Bučávka) et Ober Paulowitz (Horní Povelice) ; 7. Hotzenplotz (aujourd'hui, Osoblaha ), avec Stubendorf (Studnice) ; 8. Petersdorf (aujourd'hui, Petrovice) ; 9. Rausen (aujourd'hui, Rusín), avec Grosse (Hrozové) et Matzdorf (Matějovic) ; 10. Deutsch Paulowitz (aujourd'hui, Slezské Pavlovice) ; 11. Roßwald (aujourd'hui, Slezské Rudoltice), avec Kawarn (Koberno), Neuwald (Nový Les) et Weine (Víno) ; 12. Waißak (aujourd'hui, Vysoká), avec Bartelsdorf (Bartultovice) et Pittarn (Pitárné) ; 13. Peischdorf (aujourd'hui, Piskořov), aujourd'hui partie d'Olbersdorf (Město Albrechtice) ; 14. Röwersdorf (aujourd'hui, Třemešná) ; 15. Öhlhütten (aujourd'hui, Lhotka) ; 16. Leitersdorf (aujourd'hui, Litultovice), avec Choltitz (Choltice) ; 17. Schönstein (aujourd'hui, Dolní Životice), avec Hertitz (Hertice) ; 18. Niklowitz (aujourd'hui, Mikolajice) ; 19. Köhlersdorf (aujourd'hui, Uhlířov) ; 20. Schlakau (aujourd'hui, Slavkov) ; 21. Dorfteschen (aujourd'hui, Deštné), aujourd'hui partie d'Eckersdorf (Jakartovice) ; 22. Jaktar (Štáblovice), aujourd'hui partie de Troppau (Opava) ; 23. Stablowitz (aujourd'hui, Štáblovice) ; 24. Wlastowitz (aujourd'hui, Vlaštovičky) ; 25. Schlatten (aujourd'hui, Slatina), avec Ohrad (Ohrada), aujourd'hui partie de Wagstadt (Bílovec), et Karlowitz (Karlovice), aujourd'hui partie de Zeiske (Tísek) ; 26. Sucholasetz (aujourd'hui, Suché Lazce) et Hadrunek (Hadrunek), aujourd'hui partie de Troppau (Opava). |

## Données démographiques
Selon le recensement autrichien de 1910, la Silésie autrichienne comptait 756 949 habitants, qui parlaient :
- 43 % : allemand
- 31 % : polonais
- 26 % : tchèque

Villes de plus de 5 000 habitants vers 1880.
| Villes        | Nom allemand | Population |
| ------------- | ------------ | ---------- |
| Opava         | Troppau      | 20 563     |
| Bielsko-Biała | Bielitz      | 13 060     |
| Cieszyn/Těšín | Teschen      | 13 004     |
| Krnov         | Jägerndorf   | 11 792     |
| Bruntál       | Freudenthal  | 7 595      |
| Frýdek        | Frydek       | 7 374      |

## Subdivisions
La Silésie autrichienne comprenait :
- Trois villes autonomes (en allemand : Autonome Städte) :
  - Troppau (en tchèque : Opava ; en polonais : Opawa) ;
  - Bielitz (en tchèque : Bílsko ; en polonais : Bielsko) ;
  - Friedek (en tchèque : Frýdek ; en polonais : Frydek) ;
- en neuf districts (en allemand : Bezirkshauptmannschaften) :
  - Bielitz-Land (en tchèque : Bílsko ; en polonais : Bielsko) ;
  - Freistadt (en tchèque : Fryštát) ;
  - Freiwaldau (en tchèque : Jeseník, anciennement Frývaldov) ;
  - Freudenthal (en tchèque : Bruntál) ;
  - Jägerndorf (en tchèque : Krnov ; en polonais : Krnów, anciennement Karniów)
  - Teschen (en tchèque : Český Těšín ; en polonais : Cieszyn) ;
  - Troppau (en tchèque : Opava ; en polonais : Opawa) ;
  - Wagstadt (en tchèque : Bílovec) ;
  - Friedek (en tchèque : Frýdek ; en polonais : Frydek).